# Goldfinger (banda)
Goldfinger é uma banda de ska punk norte-americana, fundada em 1994.

## História
O primeiro álbum da banda, Goldfinger, foi lançado em 1996 e foi um grande sucesso nas rádios adolescentes. O maior single deste álbum foi a música Here In Your Bedroom. Apesar de seu próximo álbum, Hang-Ups, de 1997 ser um pouco menos sucedido, aos poucos a banda foi se consolidando e conquistando um bom grupo de fãs.
O terceiro álbum, Stomping Ground, de 2000 foi melhor sucedido e é muito admirado pelos fãs pela sua originalidade e músicas mais diversificadas. No ano seguinte, 2001, a banda lançou seu primeiro álbum ao vivo, Foot In Mouth: Live. Mas foi somente em 2002 que o Goldfinger conseguiu lançar seu primeiro álbum por uma grande gravadora: Open Your Eyes, lançado pela Jive/Zomba, que teve como singles as músicas Open Your Eyes e Tell Me
Antes do lançamento do terceiro álbum, a banda lançou o EP Darrin's Coconut Ass - Live From Omaha, no ano de 1999. O álbum possui apenas 8 músicas, todas covers, como a versão de Just Like Heaven do The Cure.
No início de 2005, antes de lançar um álbum de inédita, a banda decide lançar uma coletânea comos maiores sucessos, chamada de The Best of Goldfinger, com um CD de 17 faixas de todos os discos anteriores e um DVD com videoclipes e apresentações ao vivo.
Após o período de três anos sem nenhum álbum com músicas inéditas, a banda lança em 2005 Disconnection Notice, tendo como primeiro single a música Wasted.

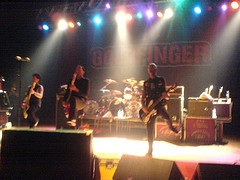
Concerto da banda em turnê de 2006

As canções do Goldfinger também ficaram conhecidas por meios não tão convencionais, como por exemplo as músicas "Superman" e "Spokesman", presentes nas trilhas sonoras dos jogos Tony Hawk's Pro Skater 1 e 4, respectivamente, além da versão "99 Red Balloons" da música alemã da cantora Nena (originalmente "99 Luftballons") estar presente na trilha do jogo Gran Turismo 3 A-Spec, todos eles para PC e/ou videogame.
A mesma "99 Red Ballons" também está presente na trilha sonora do filme Não É Mais um Besteirol Americano (Not Another Teen Movie, em inglês), no filme Passaporte para confusão (Eurotrip, em inglês), e a música "More Today Than Yesterday", cover do Spiral Staircase, toca nos créditos finais do filme O Rei da Água (The Waterboy, em inglês).

## Integrantes
- John Feldmann – vocal, guitarra rítmica (1994–atualmente)
- Philip "Moon Valjean" Sneed – guitarra solo, vocais de apoio (2016–atualmente)
- Travis Barker - bateria (2016-present)
- Mike Herrera – baixo, vocais de apoio (2016–atualmente)

### Ex-integrantes
- Darrin Pfeiffer – bateria, vocais de apoio (1994–2016)
- Kelly LeMieux – baixo, vocais de apoio (1999–2014)
- Charlie Paulson – guitarra solo, vocais de apoio (1994–2001, 2005–2013)
- Brian Arthur – guitarra solo, vocais de apoio (2001–2005)
- Simon Williams – baixo, vocais de apoio (1994–1999)

## Discografia
- Goldfinger (1996)
- Hang-Ups (1997)
- Stomping Ground (2000)
- Open Your Eyes (2002)
- Disconnection Notice (2005)
- Hello Destiny... (2008)
- The Knife (2017)